# دهستان ریز
دهستان ریز، دهستانی از توابع بخش ریز در شهرستان جم استان بوشهر در جنوب ایران واقع است.

## جمعیت
براساس سرشماری سال ۱۳۸۵ جمعیت آن ۱٬۴۲۲ نفر (۳۳۴ خانوار) بوده‌است.